# Bundeslastverteiler
Die Bundesnetzagentur (BNetzA) in Deutschland wird im Falle einer Gasmangellage zum sogenannten Bundeslastverteiler. Sie übernimmt im Falle einer Krise die Verteilung der noch zur Verfügung stehenden Gasmengen. Dieser Prozess erfolgt in Abstimmung mit den Gasnetzbetreibern.

## Notfallplan Gas
Das Energiesicherungsgesetz (EnSiG) regelt durch die sogenannte SoS-Verordnung und den Notfallplan Gas ein dreistufiges Verfahren:

### Frühwarnstufe
Die Frühwarnstufe wird, genau wie die Alarmstufe, durch eine Pressemeldung des Bundesministeriums für Wirtschaft und Klimaschutz (BMWK) ausgerufen. Dies erfolgte am 30. März 2022. Im Rahmen der Ausrufung der Frühwarnstufe bildet das BMWK ein Krisenteam, dass sich mit Maßnahmen zur Sicherheit der Gasversorgung beschäftigt. Das Krisenteam kann durch Ressourcen der Bundesnetzagentur erweitert werden.

### Alarmstufe
Das Bundesministerium für Wirtschaft und Klimaschutz rief am 23. Juni 2022 die zweite Stufe des Notfallplans Gas, die sogenannte Alarmstufe, aus. Als Grund für die Entscheidung werden die ausbleibenden Gaslieferungen aus Russland und das hohe Preisniveau am Gasmarkt in der Pressemitteilung genannt. Die Versorgungssicherheit gilt jedoch als gegeben. In der Pressemitteilung heißt es weiter:
Die Alarmstufe nach Art. 11 der EU-Verordnung über Maßnahmen zur Gewährleistung der sicheren Gasversorgung ist Art. 11 Abs. 1 der europäischen SoS-Verordnung dann auszurufen, wenn eine Störung der Gasversorgung oder eine außergewöhnlich hohe Nachfrage nach Gas vorliegt, die zu einer erheblichen Verschlechterung der Gasversorgungslage führt, der Markt ist aber noch in der Lage, diese Störung oder Nachfrage zu bewältigen, ohne dass nicht marktbasierte Maßnahmen ergriffen werden müssen.

### Notfallstufe
Wenn eingeleitete Maßnahmen der Frühwarn- und Alarmstufe nicht ausreichen oder eine Verschlechterung der gesamt Versorgungssituation eintritt, wird von der Bundesregierung die Notfallstufe ausgerufen. Folgende Faktoren ermöglichen laut Notfallplan Gas ebenfalls die Ausrufung der Notfallstufe:
- weitere massive langfristige Lieferausfälle sind zu erwarten ohne ausreichende Möglichkeit einer Alternativversorgung
- Maßnahmen nach § 16 Abs. 1 EnWG genügen nicht mehr für die Systemstabilität Regelenergie ist am Markt durchgängig nicht ausreichend verfügbar und nicht kurzfristig beschaffbar oder Regelenergiehandel ist ausgesetzt
- MGV stellen Ausschöpfung aller marktbasierten Maßnahmen in Abstimmung mit FNB für ihr Marktgebiet fest
- Verschlechterung der Versorgungssituation, sodass Versorgung der geschützten Kunden sowie lebenswichtiger Bedarf gefährdet sind
- Technisches Problem: Ausfall wesentlicher Leitungen und/oder Verdichteranlagen ohne Möglichkeit einer schnellen Alternativversorgung (Havarie)

Die Bundesnetzagentur übernimmt in diesem Fall die Funktion als Bundeslastverteiler und ist für die Verteilung des Gases verantwortlich. Dabei sind Verbraucher wie Haushalte, Krankenhäuser und Gaskraftwerke (zur Wärmeversorgung von Haushalten) besonders geschützt und werden möglichst bis zuletzt mit Gas versorgt. Neben der Kernaufgabe der Gasverteilung ist die strategische Planung zur Begrenzung von Schäden ebenfalls Aufgabe des Bundeslastverteilers.

## Entscheidungen zur Gasverteilung
Die Entscheidungsprozesse in einer Gasmangellage sind komplex und stehen in direkter Abhängigkeit zu äußeren Einflussfaktoren wie Gasspeicherfüllmengen, Witterungsbedingungen und Einsparerfolgen. Eine verbindliche Abschalte-Reihenfolge existiert aus diesem Grund nicht. Dennoch ist eine ausreichende und detaillierte Datengrundlage für nachgelagerte Entscheidungsprozesse von enormer Bedeutung. Aus diesem Grund steht die Bundesnetzagentur mit Vertretern aus Industrie und Energiewirtschaft in engem Kontakt. Die 2.500 größten Gasverbraucher können zusätzlich seit Anfang Oktober 2022 über die Sicherheitsplattform Gas grundlegende Daten zur Verfügung stellen. Sie dient neben der Entscheidungsfindung über Gasreduzierungen oder Bezugsuntersagungen auch zum Austausch über industrie- und branchenspezifische Auswirkungen bei lastreduzierenden Maßnahmen. Energieintensive Industriebranchen wie beispielsweise die Glas- oder Stahlherstellung sind bei der Planung von reduzierenden Maßnahmen gesondert zu betrachten. Maßgeblich dient die Sicherheitsplattform Gas zur Entscheidungsfindung im konkreten Einzelfall durch alle relevanten Informationen.

## Vorbereitungen in der Bundesnetzagentur
Die Bundesnetzagentur ist nach eigener Aussage auf die Rolle als Bundeslastverteiler vorbereitet. Hierzu wurden neben organisatorischen und praktischen Maßnahmen vor allem personelle Ressourcen geschaffen. In der Vorbereitung auf die Notfallstufe wurden 65 Fachleute für Gas- und Stromkrisenstäbe geschult. Die organisatorische Arbeit in einem Krisenstab erfordert gesonderte Kenntnisse. Die Aufgaben der Lastverteilung können durch die Möglichkeit eines Schichtbetriebs dauerhaft sichergestellt werden. Ebenfalls wurde ein Sicherheitspuffer für coronabedingte Ausfälle geschaffen. In den Räumlichkeiten der Bundesnetzagentur wurde ein Krisenraum als Lagezentrum ausgestattet, dass einen 24 Stunden Betrieb der Krisenstäbe sichert.